# Participation (Platon)
Pour les articles homonymes, voir Participation.
 (mai 2020).
Si vous disposez d'ouvrages ou d'articles de référence ou si vous connaissez des sites web de qualité traitant du thème abordé ici, merci de compléter l'article en donnant les références utiles à sa vérifiabilité et en les liant à la section « Notes et références ».

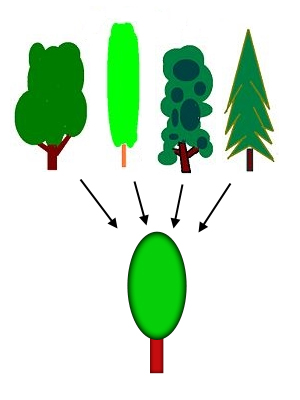
Les arbres sensibles participent de l'idée d'arbre, ou de l'arbre intelligible.

Dans la philosophie de Platon, la participation (en grec ancien μέθεξις / methexis) est une relation entre choses. On dit de B qu'il participe de A si A est un principe conceptuel, c'est-à-dire une catégorie générale, de laquelle B participe, c'est-à-dire de laquelle B est un exemple particulier, ou en quelque sorte une « partie ». Par exemple, une chose belle (B) participe de l'Idée du Beau (A), c'est-à-dire prend part à la beauté idéale. Dans cette conception, ce n'est pas la beauté qui est située dans les objets beaux, mais les objets beaux qui sont en quelque sorte enveloppés par le concept du Beau. La théorie de la participation est notamment exposée par Platon dans le Parménide.
Selon Platon, la connaissance ne porte pas sur les  choses sensibles mais sur les choses intelligibles. Ces choses intelligibles sont tantôt appelées par Platon « Formes » (eidos en grec ancien) ou « Idées » (idea en grec ancien). Par exemple, Platon distingue l’Idée de la beauté, qui est purement intelligible, et une chose belle sensible. Cette séparation (χωρισμός) est la même qu'entre universel et particulier. Le problème qui se pose alors est celui de la relation entre ces deux niveaux : quel rapport y a-t-il entre l’Idée de la beauté et la chose belle ? Platon répond que la chose belle « participe » de l’Idée de la beauté. Il est toutefois très peu loquace sur les modalités de cette participation, et c’est sur ce point qu’Aristote l’attaque le plus durement.
Par l'anamnésis, l’objet participe de l'idée, le phénomène participe de son essence ; par la réminiscence, l'image participe du modèle : « Le Beau, c'est une belle fille ».
Les idées communiquent entre elles par une affinité naturelle ; Platon distingue cinq genres différents et principaux : l’autre, le même, le repos, l’être et le mouvement qui participent les uns des autres.